# Mifépristone
La mifépristone ou RU 486 est un stéroïde synthétique qui agit comme antagoniste des récepteurs à la progestérone. Elle est utilisée chez la femme comme abortif, pour l'avortement chimique du début de la grossesse (nom commercial courant : Mifégyne).
Aux États-Unis, le produit a également été approuvé pour le traitement du syndrome de Cushing en février 2012. Commercialisé sous le nom de Korlym par Corcept Therapeutics, cette version du produit est également développée pour le traitement de la dépression psychotique.

## Définition biologique et mode d'action
Hormone stéroïde anti-progestative dérivée de la noréthindrone, elle se fixe spécifiquement sur le récepteur de la progestérone et inhibe son action, notamment sur l'utérus. La progestérone (du latin « pro » : favorisant et « gestare » : grossesse) est l'hormone  assurant le maintien de la grossesse pour ses différentes actions sur les structures utérines. La mifépristone va bloquer l'action progestative sur ses récepteurs muqueux et ainsi entraver le développement embryonnaire et entraîner le détachement puis l'élimination de la muqueuse utérine (dans un processus similaire à ce qui se passe pendant les règles, mais en incluant l'embryon). L'action de la mifépristone nécessite de prendre dans un deuxième temps (en général deux jours après la prise initiale de l'anti-progestatif) une prostaglandine (misoprostol en général) qui va provoquer des contractions utérines et favoriser l'élimination de la muqueuse et de l'embryon humain. L'expulsion se produit alors en général dans la demi-journée suivant la prise de prostaglandine. La méthode est efficace dans 95 % des cas lorsque les prises médicamenteuses sont bien suivies.

## Historique du RU 486
En 1979, R. Deraedt, D. Philibert et G. Teutsch, chercheurs aux laboratoires Roussel-Uclaf, travaillent sur un projet d'anti-glucocorticoïdes destinés à antagoniser les effets néfastes des glucocorticoïdes. Ils aboutissent à une série de puissants antiglucocorticoïdes brevetés à leurs noms par Roussel-UCLAF ; l'un des plus intéressants est le RU 38486 (selon les initiales du laboratoire et la numérotation chronologique des synthèses) ou RU 486. Mais ces produits sont aussi des anti-progestérones et à un moindre degré des anti-androgènes.
Étienne-Émile Baulieu, conseiller de Roussel-Uclaf, est, lui, séduit par l'activité anti-progestérone du produit et va le faire expérimenter rapidement sur onze femmes enceintes à Genève : les résultats sont prometteurs. Celui-ci la présente le 19 avril 1982 à l’Académie des sciences, comme une alternative aux avortements par curetage ou par aspiration. Le monde scientifique est très intéressé par la découverte, et Roussel-Uclaf signe un accord avec l'Organisation mondiale de la santé (OMS) en 1983, puis avec l'ONG américaine Population Council. Initialement couplée à la prostaglandine, le RU 486 est associée à partir de 1991, à la suite d'un décès par crise cardiaque d'une patiente, au cytotec. Mais la molécule provoque une levée de boucliers des milieux hostiles à l'avortement en France et aux États-Unis. La mifépristone est cependant mise sur le marché en France le 23 septembre 1988, un mois avant que le groupe Roussel-UCLAF ne la retire sous la très forte pression de ces mêmes milieux. Cela entraine l'intervention du Ministre de la Santé tout juste nommé, Claude Evin, qui menace d'obliger le groupe pharmaceutique de la commercialiser à nouveau. Il aura alors cette phrase resté célèbre : "Le RU 486 est devenu la propriété morale des femmes." . Le groupe pharmaceutique revient finalement sur sa décision . En Grande-Bretagne, la mise sur le marché intervient en 1991 et en Suède en 1992. Face au refus de Roussel-Uclaf de la commercialiser en Chine, la pilule est copiée par les autorités de Pékin. Aux États-Unis, la molécule est listée le 6 juin 1989 par la Food and Drug Administration, parmi les produits interdits d’importation. Ses droits cédés gracieusement à Population Council pour le marché américain, par Roussel-UCLAF, le 16 mai 1994, la pilule est commercialisée aux États-Unis en 2000.
Propriété du groupe Hoechst après le rachat de Roussel-UCLAF, la pilule abortive est abandonnée en 1997 par le groupe allemand. Il cède ainsi aux menaces de boycott de l'ensemble de ses produits par les militants anti-avortement, principalement sur le territoire américain, mais réglant également l'opposition morale durable des dirigeants allemands qui s'étaient heurtés à une mise en demeure du ministre de la Santé Claude Évin quand ils avaient tenté d'empêcher sa mise sur le marché français en 1988. Hoechst cède alors gratuitement tous les droits sur la production et la commercialisation de la pilule à Édouard Sakiz, ancien patron de Roussel-Uclaf et codécouvreur de la molécule, qui la produit à travers une nouvelle entreprise indépendante, Exelgyn.
Encore aujourd'hui très controversée par les mouvements « anti-avortement », elle concerne en France 78 % des interruptions volontaires de grossesse (IVG) (en augmentation constante à mesure de l'expérience des équipes médicales des centres d'orthogénie).
En août 2009, en Italie, les évêques demandent aux médecins de refuser de prescrire le RU 486. Selon le cardinal Angelo Bagnasco, président de la conférence épiscopale italienne, le RU 486 conduira « à considérer l’avortement comme une méthode contraceptive. »

## Utilisation en gynécologie obstétrique

### Moyen d'avortement d'urgence
Le RU 486 est considéré comme un abortif efficace, dont le mécanisme d'action est établi depuis près de 30 ans. Il est utilisé dans : 
- les avortements médicamenteux qui ne sont pas possibles en France au-delà de la fin de la 7e semaine de grossesse (9e semaine après le début des dernières règles). Jusqu'à la fin de la 7e semaine de grossesse, les avortements médicamenteux se pratiquent soit en établissement de santé, soit dans le cabinet d'un médecin de ville[9] ;
- l'interruption médicale de grossesse en cas de mort fœtale in utero afin de réduire la dose de prostaglandines nécessaires à l'expulsion ;
- l'utilisation en qualité de « pilule du lendemain » n'est pas autorisée en France (à l'inverse de la Chine). En Europe, on lui préfère une dose unique de 30 mg d'acétate d'ulipristal (EllaOne) qui est efficace jusqu'à 5 jours après le rapport[10]. Une échographie utérine est proposée dans les 10 jours suivant la dernière prise médicamenteuse, pour vérifier l'absence de grossesse.

#### Comparaison entre avortement médicamenteux ou par aspiration

##### Traitement médicamenteux pour l'avortement
Le RU 486 peut être utilisé seul dès les premières semaines de grossesse et jusqu'à cinq semaines d'aménorrhée (49 jours), ou en combinaison avec des prostaglandines jusqu'à neuf semaines d'aménorhée (63 jours). Dans les deux cas, il s'agit d'une dose unique en prise orale, traditionnellement de 600 mg de mifépristone (MIFEGYNE, MIFFEE) pour l'action antiprogestative (terminative). Au besoin, elle est suivie 36 à 48 heures après d'une prostagladine sous supervision médicale : 400 ug de misoprostol par voie orale (GYMISO ou MISOONE) ou 1 mg de géméprost par voie vaginale.

##### Avantages et désavantages de l'avortement médicamenteux
La méthode ne requiert pas d'intervention chirurgicale, ni d'anesthésie, et ne présente pas les risques évoqués par les méthodes d'aspiration (traumatisme de l'utérus, du col, risque ultérieur de stérilité, de grossesse extra-utérine[réf. nécessaire], etc.). L'avortement médicamenteux par mifépristone se veut bon marché et accessible : puisqu'elle ne nécessite pas un plateau technique chirurgical spécialisé et qu'elle ne requiert pas d'acte médical particulier, l'avortement médicamenteux se produit en privé et donne l'impression d'une fausse couche. Un accompagnement psychologique doit être proposé.
En comparaison avec l'aspiration, cette méthode prend en moyenne 1 à 2 jours à sa complétion. Un échec thérapeutique peut arriver dans moins de 5 % des cas (c'est-à-dire un taux comparable aux avortements par aspiration)[réf. nécessaire].

#### Un futur moyen de contraception d'urgence?
Des études anciennes (avant 2000) ont montré qu'une dose de mifépristone a la même efficacité que la prise de 1,5 mg de levonorgestrel comme contraception post-coïtale dans les cinq jours suivant le rapport sexuel. Deux études donnent une efficacité de 100 % avec une forte dose (600 mg), une autre obtient le même résultat avec seulement 10 mg,,.
Cependant, dans les années 2010, une nouvelle molécule (l'acétate d'ulipristal) a largement surclassé cette efficacité pour la contraception d'urgence. En effet, l'acétate d'ulipristal a une activité antiprogestative jusqu'à 5 jours après le rapport. Il s'agit d'une dose unique de 30 mg en prise orale et commercialisée sous l'appellation EllaOne en Europe (délivrance libre en pharmacie).

#### Contre indications et effets secondaires

##### Contre indication
- Allergie connue à la mifépristone (rare).
- Grossesse évolutive (fœtus vivant) au-delà de neuf semaines d'aménorrhée.
- Doute sur une grossesse extra-utérine.
- Contre-indication aux prostaglandines : hypertension artérielle, angor, syndrome de Raynaud, insuffisance cardiaque, troubles du rythme cardiaque. [réf. nécessaire]
- Asthme sévère non contrôlé[16]
- Insuffisance surrénale[16]
- Prise d'inhibiteurs puissant du cytochrome CYP3A4 (dans ce cas, ne pas dépasser 300 mg/jour).

##### Effets secondaires
Puisque le RU 486 se lie non seulement au récepteurs des glucocorticoïdes mais à d'autres récepteurs nucléaires (récepteurs de la progestérone en particulier), la molécule produit des effets divers. Cela s'explique par un dosage relativement important utilisé pour produire un avortement médicamenteux (200 mg en dose unique). Cela reste toutefois bien toléré au regard de la marge thérapeutique élevée pour cette molécule (dose max 20 mg/kg/jour).
Les effets secondaires les plus graves connus sont (1) une réaction allergique, (2) une éruption cutanée, (3) un gonflement localisé du visage et/ou du larynx pouvant s'accompagner d'urticaire. Exceptionnellement, des cas graves ou fatals de choc toxique ou septique sont connus.
Parmi les effets secondaires rapportés, il y a 
1. Très fréquents (> 1 femme sur 10) : contractions utérines ou crampes; diarrhées; nausées et/ou vomissements.
2. Fréquents (jusqu'à 1 femme sur 10) : saignements abondants (métrorragies jusqu'à 15 jours); crampes gastro-intestinales légères à modérées; infection de l'utérus (endométrite et maladie inflammatoire pelvienne).
3. Peu fréquents (jusqu'à 1 femme sur 100) : chute de tension artérielle; étourdissements.
4. Rares (jusqu'à 1 femme sur 1000) : réaction allergique; fièvre (pouvant s'accompagner de douleurs musculaires); maux de tête; sensation générale de mal-être ou de fatigue; symptômes vagaux (bouffées de chaleur, vertiges, frissons); urticaire et troubles cutanés pouvant être graves; rupture utérine après la prise de prostaglandines lors du deuxième ou troisième trimestre de grossesse, notamment chez des femmes multipares ou ayant subi une césarienne.

La prise d'un deuxième médicament (comprimé de misoprostol) par voie orale permet de limiter ces effets indésirables.

### Utilisation pour faciliter les accouchements à terme
Le RU 486, comme l'ocytocine, peut aussi être utilisé dans certains cas d'accouchements à terme pour faciliter les délivrances difficiles et minimiser les souffrances du nouveau-né. Des précautions d'usage s'imposent toutefois.

## Utilisation en gynécologie non-obstétrique

### Fibromes utérins
Le RU 486 (mifépristone) est proposé dans la prise en charge médicamenteuse des fibromes utérins dans certains pays en voie de développement, dont l'Inde. Pour cette utilisation, la revue Cochrane insiste sur le bénéfice de l'arrêt des saignements et sur l'amélioration de la qualité de vie des femmes. Par contre, aucun bénéfice sur la réduction du volume des fibromes n'est observé. Dans cette pathologie, des molécules plus sélectives des récepteurs de la progestérone (dont l'acétate d'ulipristal) sont préférées pour la prise en charge médicamenteuse et/ou péri-chirurgicales en raison d'une efficacité supérieure et moins d'effets secondaires. Alternativement, les agonistes de la GnRH produisent un état de ménopause transitoire qui permet de gérer les symptômes de manière temporaire.

### Endométriose
Aucun bénéfice n'est observé pour la prise en charge médicamenteuse de l'endométriose par le RU 486. Des études sont toujours en cours.

## Utilisations non-gynécologiques
Les doses de mifépristone utilisées pour les autres applications sont beaucoup plus faibles que celles utilisées en gynécologie : 300 mg au lieu de 600 mg.

### Syndrome de Cushing
Après une longue période de prescription illégale, la mifépristone est devenue le premier traitement approuvé pour le traitement du syndrome de Cushing, une maladie orpheline. Une étude portant sur 50 patients a en effet confirmé l'efficacité du produit. Une extension de cette étude est en cours.
On estime à 5 000 le nombre de patients qui pourraient bénéficier du produit aux États-Unis.

#### Effets secondaires
Dans le traitement du syndrome de Cushing, la mifépristone est fréquemment associée à des vomissements, des vertiges, des maux de tête, des pertes d'appétit, des arthralgies, des tremblements, des fatigues et des nausées.
Parmi les effets plus rares, on relève des saignements vaginaux, des hypokaliémies et des anomalies du rythme cardiaque.

#### Dépression psychotique
L'efficacité de la mifépristone dans le traitement de la dépression psychotique est connue depuis plus de 10 ans.
Un essai clinique de phase III par Corcept Therapeutics est en cours.

#### Contre-indication
Sous cette forme, la mifépristone ne doit jamais être prise par une patiente enceinte désireuse de prolonger sa grossesse, du fait de ses effets abortifs.

### Recherche
Des preuves anecdotiques indiquent que des antagonistes des récepteurs de progestérone, comme la mifépristone, peuvent améliorer la longévité et la qualité de vie de patient cancéreux, avec peu d'effets secondaires,,.

## Disponibilité dans le monde
La mifépristone fait partie de la liste des médicaments essentiels de l'Organisation mondiale de la santé (liste mise à jour en avril 2013). Selon l'organisation Women on Waves, le médicament était disponible dans 57 pays en 2012[réf. souhaitée].
En 2014, le Canada reste l'un des rares pays occidentaux à ne pas avoir approuvé l'usage de la mifépristone. Les avortements médicamenteux sont très peu nombreux au Canada, et ils reposent sur l'administration de méthotrexate, hautement tératogène. En date du 30 juillet 2015, le Mifépristone est maintenant approuvé par Santé Canada. Le vendredi 7 avril 2023, une décision rendue par le juge fédéral américain Matthew Kacsmaryk (en) a suspendu la mise sur le marché de la mifépristone aux États-Unis.